# Dar Szczecina
Le Dar Szczecina (ou SY Dar Szczecina, « don de Szczecin ») est un sloop polonais, à coque bois, construit en 1969 sur un chantier naval de Szczecin en  Pologne.
Acquis depuis 1996, par la ville de Szczecin, ce yacht en est le bateau amiral auprès des SY Magnolia et SY Zryw.
Il participe, depuis 1976, aux différentes Tall Ships' Races organisées par la Sail Training International, en classe C.
Son immatriculation de voile est PZ 608.

## Histoire
Ce yacht a été conçu pour la course : sa coque est faite en lamé-collé d'acajou, le pont en teck, le mât en aluminium et acier. Son premier propriétaire était le club polonais de football MKS Pogoń Szczecin. Il était gréé en yawl.
En 1996, le yacht est pris en charge par la ville de Szczecin et devient son navire ambassadeur. Il fait de nombreuses croisières en mer Baltique et dans le nord de l'océan Atlantique. Il sert aussi de navire-école à la formation des jeunes.
Il participa à de nombreuses Tall Ships' Races (1976, 1984, 2004, 2005, 2007, 2010, 2012) et a participé à la Tall Ships Races 2013 en mer Baltique. Il a gagné en 2007, en 2012 et 2013.
Il a participé aux Jeux olympiques d'été de 1972 à Kiel.